# СКД (футбольный клуб)
СКД — бывший российский футбольный клуб из Самары. В первенствах России провёл 3 сезона 1993—1995 годов.

## История
Клуб основан в 1992 году, когда финансовая группа «СКД» проявила интерес к футболу, став спонсором команды футбольной школы «ЭКО», выступившей на турнире «Памяти заслуженного тренера России Владимира Петровича Замятина» (команда под названием СКД заняла первое место).
Основателем клуба стал самарский предприниматель Сергей Кочалаевский. Финансовыми партнёрами команды стали предприятия бизнесмена «СКД-Банк» и «Фарм-СКД» (сеть аптек). В связи с банкротством «СКД-Банк» прекратил существование.

## Достижения
Первенство России
- Вторая лига — 8-е место в 6-й зоне: 1993
- Третья лига — 1-е место в 5-й зоне: 1994

Кубок России
- 1/128 финала: 1994/1995

## Статистика выступлений
| Сезон             | Лига        | Зона  | Место    | И  | В  | Н | П  | Мячи    | Примечания                       |
| ----------------- | ----------- | ----- | -------- | -- | -- | - | -- | ------- | -------------------------------- |
| Первенство России |             |       |          |    |    |   |    |         |                                  |
| 1993              | Вторая лига | 6     | 8 из 22  | 42 | 23 | 7 | 12 | 73 − 48 | Выбывание в Третью лигу*         |
| 1994              | Третья лига | 5     | 1 из 17  | 42 | 23 | 5 | 4  | 75 − 26 | Выход во Вторую лигу             |
| 1995              | Вторая лига | Центр | 15 из 21 | 40 | 13 | 5 | 22 | 44 − 63 | Потеря профессионального статуса |

| 9 мая 1994 1/256 финала | СКД                               | 2:1 | Юджин (Самара)               | Самара                                                    |
|                         | Емельянов 37′, · Сёмин 43′ (пен.) |     | Гордеев 35', · Хорошавин 52′ | Стадион: Динамо Зрителей: 1000 Судья: Степануха (Саратов) |

| 29 мая 1994 1/128 финала | СКД | 0:3 | Торпедо (Арзамас)                                     | Самара                                             |
|                          |     |     | Канищев 25′ · Корнев 44′ · Голубев 59′ · Пожидаев 75' | Стадион: Маяк Зрителей: 300 Судья: Пышкин (Москва) |

| 26 апреля 1995 1/256 финала | Зенит (Пенза)                           | 3:0 | СКД | Пенза                                             |
|                             | Осипович 38′ · Улитин 78′ · Телюшов 82′ |     |     | Стадион: ЗиФ Зрителей: 2000 Судья: Жуков (Липецк) |

| 1. 2. 3. - История выступлений на klisf.info - Статистика клуба СКД (Самара, Россия) на сайте wildstat.ru - Профиль на сайте FootballFacts.ru (СКД) |                                                                             |
| Футбольный мяч | Это заготовка статьи о футбольной команде. Помогите Википедии, дополнив её. |